# Never Close Our Eyes
"Never Close Our Eyes" – drugi singel promujący drugi album studyjny Adama Lamberta zatytułowany Trespassing. Utwór został wydany 14 kwietnia 2012. Singel został napisany i wyprodukowany przez Bruno Marsa, Philipa Lawrence’a, Ariego Levine’a, Lukasza Gottwalda i Henry’ego Walter. Singel odniósł umiarkowany sukces na listach przebojów. Never Close Our Eyes zadebiutował na siedemnastym miejscu UK Singles Chart i jest pierwszym utworem Lamberta, który znalazł się w top 20 w Wielkiej Brytanii.
Do singla został nakręcony teledysk, którego kulisy produkcji można było zobaczyć kilka dni przed premierą. Oficjalna premiera teledysku odbyła się 29 maja 2012 roku na oficjalnym kanale Adama na portalu YouTube, jego reżyserią zajęła się Dori Oskowitz.

## Track lista
- ; Digital download[3]

1. "Never Close Our Eyes" – 4:08

- ; Remixes

1. "Never Close Our Eyes" (Almighty Remix Radio) – 3:57
2. "Never Close Our Eyes" (Almighty Remix Club) – 6:34
3. "Never Close Our Eyes" (Almighty Remix Dub) – 6:34
4. "Never Close Our Eyes" (Digital Dog Remix Radio) – 4:25
5. "Never Close Our Eyes" (Digital Dog Remix Club) – 7:41
6. "Never Close Our Eyes" (Digital Dog Remix Dub) – 5:34
7. "Never Close Our Eyes" (Sunship Remix Radio) – 3:13
8. "Never Close Our Eyes" (Sunship Remix Extended) – 4:57
9. "Never Close Our Eyes" (Sunship Remix Dub) – 5:12

## Notowania
| Lista (2011–12)                     | Najwyższa pozycja |
| ----------------------------------- | ----------------- |
| Austria (Ö3 Austria Top 40)         | 56                |
| Belgia (Ultratop 50 Flandria)       | 14                |
| Kanada (Canadian Hot 100)           | 62                |
| Finland (Download chart)            | 11                |
| Japan (Japan Hot 100)               | 9                 |
| Nowa Zelandia (RIANZ)               | 24                |
| Węgry (Mahasz)                      | 31                |
| UK Singles Chart                    | 17                |
| US Hot Dance Club Songs (Billboard) | 6                 |
| US Adult Pop Songs (Billboard)      | 35                |

## Historia wydania
| Kraj              | Data             | Format                   | Wytwórnia                  |
| ----------------- | ---------------- | ------------------------ | -------------------------- |
| Finlandia         | 14 kwietnia 2012 | Digital download         | 19 Recordings, RCA Records |
| Stany Zjednoczone | 17 kwietnia 2012 | Digital download         | 19 Recordings, RCA Records |
| Stany Zjednoczone | 29 maja 2012     | Mainstream radio airplay | 19 Recordings, RCA Records |
| Wielka Brytania   | 8 lipca 2012     | Digital download         | 19 Recordings, RCA Records |